# Ronell Taylor
Ronell Taylor, né le 26 juillet 1982, à Washington D.C., est un joueur américain de basket-ball. Il évolue au poste d'arrière. Il est le frère jumeau de Donell Taylor.

## Palmarès
- Coupe de Slovénie 2008
- Supercoupe de Slovénie 2007